# صدر الدين الكنغراوي
صدر الدين الكنغراوي (ت. 1349 هـ / 1931 م) هو قاض حنفي، له اشتغال بالتاريخ والنحو.
هو صدر الدين أبو طلحة عبد القادر بن عبد الله بن عبد القادر الكنغراوي الأصل الاستانبولي. مولده في الآستانة وولي عدة مناصب قضائية في بيروت وجدة وقره حصار ودمشق وبغداد وطرابزون ومناستر. توفي بالآستانة في شهر رمضان وقد قارب السبعين من عمره.

## آثاره
صنف كتبا بالعربية والتركية، منها:
- «الموفي في النحو الكوفي». رسالة نشرت في مجلة المجمع العلمي العربي، شرحها محمد بهجة البيطار.[3]
- «كشف الغمة عن افتراق الأمة».
- «تاريخ دول الإسلام»، انتهى فيه إلى سنة 1349 هـ.
- «طبقات المصنفين».